# Bosses féminines de ski acrobatique aux Jeux olympiques de 2022
Navigation
Pyeongchang 2018 Milan-Cortina 2026
L'épreuve féminine des bosses aux Jeux olympiques d'hiver de 2022 a lieu du 3 au 6 février 2022 au Genting Secret Garden de Zhangjiakou. L'épreuve est présente depuis les Jeux olympiques de 1992 qui se sont déroulés à Albertville, soit lors de l'apparition officielle du ski acrobatique au programme olympique.
Jakara Anthony est sacrée championne olympique, Jaelin Kauf et Anastassia Smirnova complète le podium. Il s'agit pour les trois athlètes de leur première médaille olympique. La championne en titre, Perrine Laffont, termine au pied du podium. Justine Dufour-Lapointe, médaillée d'argent en 2018, est éliminée lors de la première finale et Yuliya Galysheva, médaillée de bronze en 2018, termine à la 11e place, éliminée en finale 2.

## Qualification
Pour être admis aux Jeux olympiques, un athlète doit remplir trois conditions en plus des critères d'âge et médicaux :
- Comptabiliser 80 points au classement FIS de la discipline au 17 janvier 2022,
- Être classé dans le top 30 d'une épreuve comptant pour la Coupe du monde ou aux Championnats du monde,
- Un maximum de quatre athlètes de même nationalité est admis.

un total de 30 athlètes remplissent ces conditions.

## Calendrier
| Date           | Manche           | Horaire | Horaire |
| -------------- | ---------------- | ------- | ------- |
| 3 février 2022 | Qualifications 1 | 18h00   |         |
| 6 février 2022 | Qualifications 2 | 18h00   |         |
| 6 février 2022 | Finale 1         | 19h30   |         |
| 6 février 2022 | Finale 2         | 20h05   |         |
| 6 février 2022 | Finale 3         | 20h40   |         |

## Médaillées
| Or                         | Argent                   | Bronze                    |
| Jakara Anthony (Australie) | Jaelin Kauf (États-Unis) | Anastassia Smirnova (ROC) |

## Résultats

### Qualifications

#### Qualification 1
Chaque concurrent s'élance pour un run. il est jugé par rapport au temps qu'il met à effectuer son parcours (20 % de la note finale), puis deux juges note la qualité et l'originalité des sauts (20 % de la note finale) et enfin cinq juges évalue la technique dans le champ de bosses (60 % de la note finale). Les dix meilleures candidats se qualifient pour la finale 1, les autres disputent la Qualification 2.
| Rang | Dossard | Athlète                  | Nationalité     | Temps   | Score     | Score | Score | Total | Notes |
| Rang | Dossard | Athlète                  | Nationalité     | Temps   | Technique | Saut  | Temps | Total | Notes |
| ---- | ------- | ------------------------ | --------------- | ------- | --------- | ----- | ----- | ----- | ----- |
| 1    | 3       | Jakara Anthony           | Australie       | 27 s 96 | 50,00     | 17,26 | 16,49 | 83,75 | Q     |
| 2    | 2       | Perrine Laffont          | France          | 27 s 81 | 48,40     | 16,05 | 16,66 | 81,11 | Q     |
| 3    | 14      | Jaelin Kauf              | États-Unis      | 26 s 97 | 47,90     | 13,64 | 17,61 | 79,15 | Q     |
| 4    | 4       | Olivia Giaccio           | États-Unis      | 29 s 56 | 48,00     | 15,42 | 14,69 | 78,11 | Q     |
| 5    | 1       | Anri Kawamura            | Japon           | 28 s 33 | 49,80     | 10,49 | 16,07 | 76,36 | Q     |
| 6    | 8       | Junko Hoshino            | Japon           | 28 s 53 | 46,90     | 12,63 | 15,85 | 75,38 | Q     |
| 7    | 9       | Hannah Soar              | États-Unis      | 29 s 25 | 45,00     | 14,49 | 15,04 | 74,53 | Q     |
| 8    | 17      | Anastassia Smirnova      | ROC             | 28 s 84 | 45,70     | 11,81 | 15,50 | 73,01 | Q     |
| 9    | 10      | Britteny Cox             | Australie       | 29 s 86 | 44,40     | 13,51 | 14,35 | 72,26 | Q     |
| 10   | 13      | Justine Dufour-Lapointe  | Canada          | 29 s 29 | 45,80     | 10,66 | 14,99 | 71,45 | Q     |
| 11   | 12      | Chloé Dufour-Lapointe    | Canada          | 28 s 85 | 43,50     | 11,32 | 15,49 | 70,31 |       |
| 12   | 19      | Makayla Gerken Schofield | Grande-Bretagne | 29 s 13 | 42,90     | 12,11 | 15,17 | 70,18 |       |
| 13   | 18      | Sophie Ash               | Australie       | 30 s 39 | 45,00     | 10,61 | 13,75 | 69,36 |       |
| 14   | 16      | Sofiane Gagnon           | Canada          | 28 s 61 | 40,80     | 11,91 | 15,76 | 68,47 |       |
| 15   | 5       | Kisara Sumiyoshi         | Japon           | 30 s 25 | 44,60     | 9,63  | 13,91 | 68,14 |       |
| 16   | 20      | Ayaulym Amrenova         | Kazakhstan      | 29 s 97 | 42,30     | 10,29 | 14,23 | 66,82 |       |
| 17   | 27      | Polina Chudinova         | ROC             | 29 s 94 | 40,70     | 11,81 | 14,26 | 66,77 |       |
| 18   | 6       | Hinako Tomitaka          | Japon           | 30 s 01 | 41,50     | 9,40  | 14,18 | 65,08 |       |
| 19   | 24      | Li Nan                   | Chine           | 31 s 76 | 40,20     | 10,91 | 12,21 | 63,32 |       |
| 20   | 21      | Camille Cabrol           | France          | 30 s 61 | 40,20     | 9,27  | 13,50 | 62,97 |       |
| 21   | 25      | Sabrina Cass             | Brésil          | 31 s 13 | 40,70     | 9,71  | 11,79 | 62,20 |       |
| 22   | 29      | Anastasiia Pervushina    | ROC             | 32 s 57 | 39,70     | 8,97  | 11,30 | 59,97 |       |
| 23   | 28      | Olessya Graur            | Kazakhstan      | 33 s 29 | 33,60     | 13,09 | 10,49 | 57,18 |       |
| 24   | 26      | Katharina Ramsauer       | Autriche        | 31 s 94 | 35,40     | 8,77  | 12,01 | 56,18 |       |
| 25   | 30      | Viktoriia Lazarenko      | ROC             | 32 s 57 | 8,00      | 10,35 | 11,30 | 29,65 |       |
| -    | 15      | Anastassiya Gorodko      | Kazakhstan      |         |           |       |       |       | DNF   |
| -    | 22      | Taylah O'Neill           | Australie       |         |           |       |       |       | DNF   |
| -    | 23      | Leonie Gerken Schofield  | Grande-Bretagne |         |           |       |       |       | DNF   |
| -    | 7       | Kai Owens                | États-Unis      |         |           |       |       |       | DNS   |
| -    | 11      | Yuliya Galysheva         | Kazakhstan      |         |           |       |       |       | DNS   |

#### Qualification 2
Chaque concurrent s'élance pour un run. il est jugé par rapport au temps qu'il met à effectuer son parcours (20 % de la note finale), puis deux juges note la qualité et l'originalité des sauts (20 % de la note finale) et enfin cinq juges évalue la technique dans le champ de bosses (60 % de la note finale). Les dix meilleures candidats rejoignent les dix meilleurs de la qualification 1 pour disputer les finales.
| Rang | Dossard | Athlète                  | Nationalité     | Qual 1 | Temps   | Score     | Score | Score | Total  | Meilleur total | Notes |
| Rang | Dossard | Athlète                  | Nationalité     | Qual 1 | Temps   | Technique | Saut  | Temps | Total  | Meilleur total | Notes |
| ---- | ------- | ------------------------ | --------------- | ------ | ------- | --------- | ----- | ----- | ------ | -------------- | ----- |
| 1    | 16      | Sofiane Gagnon           | Canada          | 68,47  | 28 s 39 | 46,0      | 13,62 | 16,01 | 75,63  | 75,63          | Q     |
| 2    | 5       | Kisara Sumiyoshi         | Japon           | 68,14  | 28 s 50 | 44,80     | 11,90 | 15,88 | 72, 58 | 72, 58         | Q     |
| 3    | 18      | Sophie Ash               | Australie       | 69,36  | 30 s 12 | 45,30     | 12,84 | 14,06 | 72,20  | 72,20          | Q     |
| 4    | 6       | Hinako Tomitaka          | Japon           | 65,08  | 29 s 57 | 45,20     | 12,05 | 14,68 | 71,93  | 71,93          | Q     |
| 5    | 27      | Polina Chudinova         | ROC             | 66,77  | 29 s 10 | 43,10     | 12,62 | 15,21 | 70,93  | 70,93          | Q     |
| 6    | 12      | Chloé Dufour-Lapointe    | Canada          | 70,31  | 28 s 77 | 44,80     | 10,07 | 15,58 | 70,45  | 70,45          | Q     |
| 7    | 19      | Makayla Gerken Schofield | Grande-Bretagne | 70,18  | 29 s 31 | 43,40     | 9,59  | 14,97 | 67,96  | 70,18          | Q     |
| 8    | 7       | Kai Owens                | États-Unis      | DNS    | 29 s 67 | 41.00     | 14.36 | 14.56 | 69,92  | 69,92          | Q     |
| 9    | 11      | Yuliya Galysheva         | Kazakhstan      | DNS    | 30 s 47 | 42,40     | 13,15 | 13,66 | 69,21  | 69, 21         | Q     |
| 10   | 21      | Camille Cabrol           | France          | 62,97  | 30 s 75 | 42,10     | 12,31 | 13,35 | 67,76  | 67, 75         | Q     |
| 11   | 15      | Anastassiya Gorodko      | Kazakhstan      | DNF    | 28 s 97 | 43,10     | 9,02  | 15,35 | 67,47  | 67,47          |       |
| 12   | 20      | Ayaulym Amrenova         | Kazakhstan      | 66,82  | 30 s 45 | 40,30     | 11,79 | 13,69 | 65,78  | 65,78          |       |
| 13   | 30      | Viktoriia Lazarenko      | ROC             | 29,65  | 31 s 71 | 39,40     | 14,10 | 12,27 | 65,77  | 65,77          |       |
| 14   | 29      | Anastasiia Pervushina    | ROC             | 59,97  | 32 s 03 | 39,80     | 12,27 | 11,90 | 63,97  | 63,97          |       |
| 15   | 24      | Li Nan                   | Chine           | 63,32  | 46 s 17 | 0,30      | 10,37 | 0,00  | 10,67  | 63,32          |       |
| 16   | 25      | Sabrina Cass             | Brésil          | 62,20  | 31 s 25 | 40,00     | 9,34  | 12,78 | 62,12  | 62,20          |       |
| 17   | 23      | Leonie Gerken Schofield  | Grande-Bretagne | DNF    | 31 s 50 | 40,20     | 9,36  | 12,50 | 62,06  | 62,06          |       |
| 18   | 28      | Olessya Graur            | Kazakhstan      | 57,18  | 32 s 05 | 22,0      | 4,60  | 11,80 | 38,48  | 57,18          |       |
| 19   | 26      | Katharina Ramsauer       | Autriche        | 56,18  | 31 s 04 | 34,30     | 8,44  | 13,02 | 55,76  | 56,18          |       |
| -    | 22      | Taylah O'Neill           | Australie       | DNF    |         |           |       |       |        |                | DNS   |

### Finales

#### Finale 1
Chaque concurrent s'élance pour un run. il est jugé par rapport au temps qu'il met à effectuer son parcours (20 % de la note finale), puis deux juges note la qualité et l'originalité des sauts (20 % de la note finale) et enfin cinq juges évalue la technique dans le champ de bosses (60 % de la note finale). Les douze meilleures candidats continuent la compétition, les huit derniers étant éliminés.
| Rang | Dossard | Athlète                  | Nationalité     | Temps   | Score     | Score   | Score   | Total   | Notes |
| Rang | Dossard | Athlète                  | Nationalité     | Temps   | Technique | Saut    | Temps   | Total   | Notes |
| ---- | ------- | ------------------------ | --------------- | ------- | --------- | ------- | ------- | ------- | ----- |
| 1    | 3       | Jakara Anthony           | Australie       | 27 s 70 | 47,60     | 17,53   | 16,78   | 81,91   | Q     |
| 2    | 1       | Anri Kawamura            | Japon           | 27 s 90 | 48,30     | 15,86   | 16,56   | 80,72   | Q     |
| 3    | 2       | Perrine Laffont          | France          | 27 s 73 | 46,70     | 16,41   | 16,75   | 79,86   | Q     |
| 4    | 14      | Jaelin Kauf              | États-Unis      | 27 s 00 | 47,10     | 14,65   | 17,57   | 79,32   | Q     |
| 5    | 4       | Olivia Giaccio           | États-Unis      | 29 s 73 | 47,30     | 16,57   | 14,50   | 78,37   | Q     |
| 6    | 7       | Kai Owens                | États-Unis      | 28 s 34 | 44,90     | 14,30   | 16,06   | 75,26   | Q     |
| 7    | 11      | Yuliya Galysheva         | Kazakhstan      | 29 s 61 | 45,10     | 15,24   | 14,63   | 74,97   | Q     |
| 8    | 16      | Sofiane Gagnon           | Canada          | 28 s 36 | 45,30     | 13,10   | 16,04   | 74,44   | Q     |
| 9    | 19      | Makayla Gerken Schofield | Grande-Bretagne | 28 s 76 | 44,90     | 13,50   | 15,59   | 73,99   | Q     |
| 10   | 17      | Anastassia Smirnova      | ROC             | 28 s 10 | 46,40     | 11,03   | 16,33   | 73,76   | Q     |
| 11   | 9       | Hannah Soar              | États-Unis      | 29 s 70 | 44,80     | 14,37   | 14,53   | 73,70   | Q     |
| 12   | 12      | Chloé Dufour-Lapointe    | Canada          | 28 s 93 | 45,10     | 13,10   | 15,40   | 73,60   | Q     |
| 13   | 8       | Junko Hoshino            | Japon           | 28 s 73 | 44,40     | 13,17   | 15,62   | 73,19   |       |
| 14   | 10      | Britteny Cox             | Australie       | 30 s 04 | 46,00     | 12,89   | 14,15   | 73,04   |       |
| 15   | 5       | Kisara Sumiyoshi         | Japon           | 28 s 71 | 44,20     | 11,67   | 15,65   | 71,52   |       |
| 16   | 18      | Sophie Ash               | Australie       | 30 s 57 | 44,00     | 12,92   | 13,55   | 70,47   |       |
| 17   | 27      | Polina Chudinova         | ROC             | 29 s 03 | 42,70     | 12,37   | 15,29   | 70,36   |       |
| 18   | 21      | Camille Cabrol           | France          | 30 s 03 | 43,90     | 12,25   | 14,16   | 70,31   |       |
| 19   | 6       | Hinako Tomitaka          | Japon           | 29 s 87 | 44,80     | 10,85   | 14,34   | 69,99   |       |
| -    | 13      | Justine Dufour-Lapointe  | Canada          | abandon | abandon   | abandon | abandon | abandon | DNF   |

#### Finale 2
Chaque concurrent s'élance pour un run. il est jugé par rapport au temps qu'il met à effectuer son parcours (20 % de la note finale), puis deux juges note la qualité et l'originalité des sauts (20 % de la note finale) et enfin cinq juges évalue la technique dans le champ de bosses (60 % de la note finale). Les six meilleures candidats disputent la finale 3.
| Rang | Dossard | Athlète                  | Nationalité     | Temps   | Score     | Score   | Score   | Total   | Notes |
| Rang | Dossard | Athlète                  | Nationalité     | Temps   | Technique | Saut    | Temps   | Total   | Notes |
| ---- | ------- | ------------------------ | --------------- | ------- | --------- | ------- | ------- | ------- | ----- |
| 1    | 3       | Jakara Anthony           | Australie       | 27 s 82 | 46,90     | 17,74   | 16,65   | 81,29   | Q     |
| 2    | 14      | Jaelin Kauf              | États-Unis      | 26 s 49 | 46,60     | 15,37   | 18,15   | 80,12   | Q     |
| 3    | 1       | Anri Kawamura            | Japon           | 28 s 37 | 47,70     | 15,11   | 16,03   | 78,84   | Q     |
| 4    | 17      | Anastassia Smirnova      | ROC             | 27 s 95 | 46,90     | 15,24   | 16,50   | 78,64   | Q     |
| 5    | 2       | Perrine Laffont          | France          | 27 s 93 | 45,70     | 15,40   | 16,52   | 77,62   | Q     |
| 6    | 4       | Olivia Giaccio           | États-Unis      | 29 s 50 | 46,50     | 16,31   | 14,76   | 77,57   | Q     |
| 7    | 9       | Hannah Soar              | États-Unis      | 28 s 95 | 45,10     | 14,68   | 15,38   | 75,16   |       |
| 8    | 19      | Makayla Gerken Schofield | Grande-Bretagne | 28 s 59 | 44,80     | 12,46   | 15,78   | 73,04   |       |
| 9    | 12      | Chloé Dufour-Lapointe    | Canada          | 28 s 65 | 44,80     | 12,45   | 15,71   | 72,96   |       |
| 10   | 7       | Kai Owens                | États-Unis      | 28 s 54 | 36,40     | 13,25   | 15,84   | 65,49   |       |
| 11   | 11      | Yuliya Galysheva         | Kazakhstan      | 29 s 93 | 32,30     | 3,06    | 14,38   | 49,74   |       |
| -    | 16      | Sofiane Gagnon           | Canada          | abandon | abandon   | abandon | abandon | abandon | DNF   |

#### Finale 3
Chaque concurrent s'élance pour un run. il est jugé par rapport au temps qu'il met à effectuer son parcours (20% de la note finale), puis deux juges note la qualité et l'originalité des sauts (20 % de la note finale) et enfin cinq juges évalue la technique dans le champ de bosses (60 % de la note finale).
| Rang                                | Dossard | Athlète             | Nationalité | Temps   | Score     | Score | Score | Total |
| Rang                                | Dossard | Athlète             | Nationalité | Temps   | Technique | Saut  | Temps | Total |
| ----------------------------------- | ------- | ------------------- | ----------- | ------- | --------- | ----- | ----- | ----- |
| Médaille d'or, Jeux olympiques      | 3       | Jakara Anthony      | Australie   | 27 s 63 | 48,10     | 18,13 | 16,86 | 83,09 |
| Médaille d'argent, Jeux olympiques  | 14      | Jaelin Kauf         | États-Unis  | 26 s 37 | 46,90     | 15,10 | 18,28 | 80,28 |
| Médaille de bronze, Jeux olympiques | 17      | Anastassia Smirnova | ROC         | 27 s 59 | 45,90     | 14,91 | 16,91 | 77,72 |
| 4                                   | 2       | Perrine Laffont     | France      | 28 s 04 | 45,60     | 15,36 | 16,40 | 77,36 |
| 5                                   | 1       | Anri Kawamura       | Japon       | 28 s 00 | 46,30     | 14,37 | 16,45 | 77,12 |
| 6                                   | 4       | Olivia Giaccio      | États-Unis  | 29 s 60 | 45,90     | 15,07 | 14,64 | 75,61 |